# Elizabeth Odio Benito
Elizabeth Odio-Benito (ur. 15 września 1939 w Puntarenas) – kostarykańska prawniczka i działaczka polityczna.

## Życiorys
Doświadczona prawniczka, sprawowała wiele funkcji ministerialnych: 1978–1982 i 1990–1994 minister sprawiedliwości i prokurator generalny, 1998–2002 minister środowiska i energii, 2002–2003 minister edukacji. W okresie maj 1998 - maj 2002 była także drugim wiceprezydentem Kostaryki.
W latach 1990–1994 prorektor Uniwersytetu Kostaryki, pełniła także funkcję ambasadora przy europejskiej siedzibie ONZ. W latach 1993–1998 była sędzią w Międzynarodowym Trybunale Karnym ds. byłej Jugosławii, 1993–1995 wiceprezydentem tego Trybunału; kadencję sędziowską, kończącą się w 1997, przedłużono o kilka miesięcy ze względu na dobro jednego z prowadzonych postępowań.
Specjalistka praw człowieka i międzynarodowego prawa humanitarnego; reprezentant Kostaryki w Międzynarodowym Trybunale Arbitrażowym, specjalny sprawozdawca Podkomisji Narodów Zjednoczonych ds. badania nietolerancji i dyskryminacji z przyczyn wyznaniowych i religijnych (1983–1986; opracowała specjalny raport na temat walki z nietolerancją religijną opublikowany przez ONZ w 1986), szef grupy roboczej opracowującej protokół dodatkowy do Konwencji Przeciwko Torturom i Innym Przejawom Niehumanitarnego i Poniżającego Traktowania (1998). W latach 1980–1983 była członkiem Podkomisji zapobiegania Dyskryminacji i Ochrony Mniejszości przy Komisji Praw Człowieka.
W lutym 2003 została wybrana sędzią Międzynarodowego Trybunału Karnego, na kadencję 9-letnią; w marcu t.r. powierzono jej funkcję drugiego wiceprezydenta Trybunału.
Jest autorką wielu publikacji dotyczących praw człowieka, prawa humanitarnego i międzynarodowego prawa karnego.